# Jef Coel
Jozef (Jef) Coel (Neerlinter, 8 september 1926 - Tienen, 12 november 2016) was een Belgisch politicus voor de CVP en diens opvolger CD&V.

## Levensloop
Coel studeerde voor onderwijzer en was 20 jaar lang actief in de Katholieke normaalschool te Tienen. Vervolgens werd hij aangesteld tot rijksinspecteur in het basisonderwijs, een functie die hij uitoefende tot aan zijn pensioen. Tevens was hij voorzitter van de Landsbond der Christelijke Mutualiteiten arrondissement Leuven en voorzitter van de inrichtende macht van het Immaculata Instituut.
Na de gemeenteraadsverkiezingen van 1970 werd hij aangesteld als COO-voorzitter te Tienen. In 1977 volgde hij Rik Boel (BSP) op als burgemeester van deze stad. Hij leidde een coalitie met de PVV. Onder zijn bestuur vond onder andere de overstroming van de Gete in Oplinter en de brand in de suikerraffinaderij plaats. Onder zijn bestuur werd de brandweerkazerne gebouwd, alsook een nieuw kantoor voor de politie. Daarnaast realiseerde hij onder meer de uitbreiding en renovatie van het stadhuis, de uitbreiding van het
Viandrapark en de aankoop van het Bergéstadion. Na de lokale verkiezingen van 1982 werd hij opnieuw opgevolgd als burgemeester door Rik Boel (SP). Coel zetelde tot 2004 in de Tiense gemeenteraad, waarin hij tot zijn afscheid CD&V-fractieleider was. Tevens was hij een tijdlang provincieraadslid.
Zijn uitvaartplechtigheid vond plaats in de Onze-Lieve-Vrouw-ten-Poelkerk te Tienen.